# Aszkorbátok

Aszkorbinsav

Az aszkorbátok az aszkorbinsav (más néven C-vitamin, vagy E300) sói. Iparilag aszkorbinsav, és valamilyen karbonátsó vizes oldatából állítják elő. A reakció során a szén-dioxid távozik, majd ezt követően az oldatot kiszárítják, végül a kapott kristályokat a kívánt méretre őrlik.

## Az aszkorbátok és az aszkorbinsav
Az aszkorbátok készülhetnek kalcium-karbonát, kálium-karbonát, nátrium-hidrogén-karbonát, magnézium-karbonát, és még számos egyéb karbonát felhasználásával. Az aszkorbátok antioxidánsok, élelmiszerekben tartósítószerként alkalmazzák őket. Az aszkorbátok használata tartósítószerként egyszerűbb, mint az enyhén savas aszkorbinsav alkalmazása, mert az élelmiszer pH-értéke változatlan marad. Hátránya, hogy az aszkorbátok a szervezetben igen csekély mértékben szívódnak fel, így vitaminbevitelre alkalmatlanok[forrás?].

## Egészségügyi hatások
Számos élelmiszerben megtalálhatók, nincs napi maximum beviteli mennyiség meghatározva. Az élelmiszerekben található mennyiség esetén nincs ismert mellékhatásuk, de különlegesen nagy adag elfogyasztása esetén hasmenést okozhatnak.

## Néhány aszkorbát
- nátrium-aszkorbát (E301)
- kalcium-aszkorbát (E302)
- kálium-aszkorbát  (E303)
- magnézium-aszkorbát